# Monte Duro
Monte Duro este o arie protejată (arie specială de conservare — SAC, sit de importanță comunitară — SCI) din Italia întinsă pe o suprafață de 411 ha, integral pe uscat.

## Localizare
Centrul sitului Monte Duro este situat la coordonatele 44°32′30″N 10°32′27″E / 44.541667°N 10.540833°E.

## Înființare
Situl Monte Duro a fost declarat sit de importanță comunitară în iunie 1995 pentru a proteja 1 specie de plante și 19 specii de animale. Situl a fost protejat și ca arie specială de conservare în martie 2019.

## Biodiversitate
Situată în ecoregiunea continentală, aria protejată conține 7 habitate naturale: Formațiuni de Juniperus communis pe lande sau pajiști calcaroase, Grohotișuri termofile și vest-mediteraneene, Fânețe de joasă altitudine (Alopecurus pratensis, Sanguisorba officinalis), Pajiști cu Molinia pe soluri calcaroase, turboase sau argilos-nămoloase (Molinion caeruleae), Pajiști uscate seminaturale și facies de acoperire cu tufișuri pe substraturi calcaroase (Festuco-Brometalia) (* situri importante pentru orhidee), Păduri de Castanea sativa, Izvoare petrifiante cu formare de travertin (Cratoneurion).
La baza desemnării sitului se află mai multe specii protejate:
- plante (1): Himantoglossum adriaticum
- păsări (16): pescăruș albastru (Alcedo atthis), caprimulg (Caprimulgus europaeus), șerpar (Circaetus gallicus), cuc (Cuculus canorus), șoimul rândunelelor (Falco subbuteo), Hippolais polyglotta, sfrâncioc roșiatic (Lanius collurio), ciocârlie de pădure (Lullula arborea), privighetoare (Luscinia megarhynchos), muscar sur (Muscicapa striata), grangur (Oriolus oriolus), codroșul de pădure (Phoenicurus phoenicurus), pitulice de munte (Phylloscopus bonelli), turturică (Streptopelia turtur), silvie roșcată (Sylvia cantillans), pupăză (Upupa epops)
- mamifere (1): liliac cu urechi de șoarece (Myotis blythii)
- nevertebrate (1): Austropotamobius pallipes
- pești (1): Barbus caninus

Pe lângă speciile protejate, pe teritoriul sitului au mai fost identificate 4 specii de plante, 7 specii de mamifere, 1 specie de pești, 4 specii de reptile.